# Alfredo Ramírez Bedolla
Alfredo Ramírez Bedolla (Morelia, Michoacán; 23 de febrero de 1976) es un abogado, político, académico y escritor mexicano, miembro del partido Morena. Desde el 1 de octubre de 2021 se desempeña como gobernador de Michoacán.

## Trayectoria académica

### Estudios y formación
Egresó de la Universidad Michoacana de San Nicolás de Hidalgo como licenciado en derecho, obteniendo su cédula profesional en 2004. El 1 de septiembre de 2015 empezó a estudiar la maestría en Propiedad Industrial, Derechos de Autor y Nuevas Tecnologías por la Universidad Panamericana, campus Aguascalientes, terminando el 1 de mayo de 2017.

### Trayectoria como docente
El 1 de septiembre de 2006 empezó a ejercer como docente, enseñando el Derecho de los Contratos hasta el 1 de julio de 2007, posteriormente impartió la materia de Historia del pensamiento económico desde el 1 de septiembre de 2009 hasta el 1 de diciembre de 2009, y desde el 1 de septiembre de 2012 empezó a impartir la materia de derecho económico, todas ellas en la Universidad Michoacana de San Nicolás de Hidalgo (UMSNH). Además, fue coordinador del diplomado en propiedad intelectual en colaboración de la Universidad Michoacana de San Nicolás de Hidalgo (UMSNH), el Instituto Mexicano de la Propiedad Industrial (IMPI), el Consejo Estatal de Ciencia y Tecnología de Michoacán (COECYT) y la Secretaría de Desarrollo Económico del Estado de Michoacán (SEDECO) desde el 1 de octubre de 2008 hasta el 1 de mayo de 2019.

## Carrera política
Empezó a militar en el Partido de la Revolución Democrática (PRD) desde 1997, donde fue coordinador distrital VI en la delegación Gustavo A. Madero en la campaña para Jefe de Gobierno del Distrito Federal «Honestidad Valiente», encabezada por Cuauhtémoc Cárdenas Solórzano para los comicios de 1997, desde el 1 de septiembre de 1997 hasta el 1 de octubre de 1997. El 1 de octubre de 2005 empezó a desempeñarse como Representante ante el Consejo Local del Instituto Federal Electoral (IFE) en Michoacán, representando a la campaña presidencial de Andrés Manuel López Obrador en los comicios de 2006. A partir del 1 de marzo de 2011 empezó a desempeñarse como Presidente del Comité Ejecutivo Municipal del Partido de la Revolución Democrática (PRD) en Morelia, Michoacán hasta el 1 de septiembre de 2012. En ese mismo año se une a la organización política denominada como Movimiento Regeneración Nacional, donde se desempeñó como secretario de cooperativismo, economía solidaria y movimientos cívicos del Comité Ejecutivo Nacional del Movimiento Regeneración Nacional, desde el 1 de noviembre de 2012 hasta el 31 de octubre de 2015. El 1 de febrero de 2016 fue enlace federal del Comité Ejecutivo Nacional del Movimiento Regeneración Nacional en el distrito 8 de Michoacán, con cabecera en Morelia, hasta el 31 de enero de 2016.

### Administración pública
Su primer cargo público fue el 1 de enero de 2001, desempeñándose como subdirector administrativo de la subtesorería de política fiscal de la Secretaría de Finanzas del Distrito Federal en la administración del Jefe de Gobierno del Distrito Federal, Andrés Manuel López Obrador, donde se encargó del manejo de recursos humanos, materiales y financieros, cargo que ejerció hasta el 1 de junio de 2001. El 1 de agosto de 2006 fue designado por el gobernador de Michoacán de Ocampo, Lázaro Cárdenas Batel, como Director de Gestión Empresarial en la Secretaría de Desarrollo Económico del Estado de Michoacán (SEDECO), donde se encargó de la implementación en coordinación con municipios del sistema de apertura rápida de empresas, implementación de marcas colectivas y denominaciones de origen a productos michoacanos, cargo que ejerció hasta el 1 de junio de 2007. El 14 de febrero de 2008 fue designado como Subsecretario de Desarrollo para las Micro, Pequeñas y Medianas Empresas de la Secretaría de Desarrollo Económico del Estado de Michoacán (SEDECO), donde coordinó las políticas públicas para apoyo de las MiPymes del Estado de Michoacán, cargo que ejerció hasta el 15 de junio de 2010, ya que ese mismo día fue designado como director general del Instituto de Capacitación para el Trabajo del Estado de Michoacán (ICATMI), cargo que ocupó hasta el 30 de enero de 2011.

### Candidato a la alcaldía de Morelia (2015)
Fue postulado por el partido Movimiento Regeneración Nacional como candidato para las elecciones de 2015, quedando en sexto lugar con 11 mil 232 votos, significando el 4,11 % de los mismos y resultando electo el candidato independiente Alfonso Martínez Alcázar.

### Diputado local por distrito XVII (2018-2021)
Fue postulado por el partido Movimiento Regeneración Nacional como candidato a diputado local por el distrito 17 para las elecciones de 2018, resultando con 30 mil 127 votos, significando el 31,08 % de los mismos. Tomó protesta el 15 de septiembre de 2018. Pidió licencia el 6 de marzo de 2021, siendo remplazado por su sustituto, José Alfredo Flores Vargas.

### Candidato a la alcaldía de Morelia (2021)
Fue postulado por el partido Movimiento Regeneración Nacional como candidato para las elecciones de 2021. El 25 de marzo el Instituto Nacional Electoral (INE) avaló que se le retire su derecho para registrarse como candidato para la alcaldía de Morelia, ya que aseguraron que no presentó informe de gastos de precampaña.

### Candidato a gobernador de Michoacán
El 28 de abril de 2021, el Tribunal Electoral del Poder Judicial de la Federación (TEPJF) confirmó el retiro de la candidatura de Raúl Morón Orozco como candidato a gobernador de Michoacán de Ocampo por la coalición Juntos Hacemos Historia, dándoles un plazo de 5 días para designar a un nuevo candidato. Tras esto, el dirigente nacional del Movimiento Regeneración Nacional, Mario Delgado Carrillo, informó que la Comisión Nacional de Elecciones designó por unanimidad que el sustituto de Raúl Morón Orozco sería Alfredo Ramírez Bedolla.

### Gobernador de Michoacán (2021-actualidad)
El 13 de junio de 2021, Alfredo Ramírez Bedolla recibió de parte del Instituto Electoral de Michoacán la constancia de mayoría que lo acredita como el gobernador electo de Michoacán para el periodo 2021-2027, tras resultar favorecido con el 41,8 % de la votación en el estado con un total de 730 mil 836 votos.
Durante los meses entre el final de la campaña y su toma de protesta dedicó tiempo a hacer públicas las observaciones hacia Silvano Aureoles Conejo, mismas a las que le daría seguimiento posteriormente.
El 1 de octubre de 2021 tomó posesión del cargo como Gobernador de Michoacán de Ocampo
El 4 de enero de 2022 designa como secretario de medio ambiente estatal a Alejandro Méndez López copropietario del proyecto inmobiliario Campestre Puerta del Bosque y acusado por los pobladores de la comunidad de Río Bello de promover cambios de uso de suelo en favor de su proyecto inmobiliario.

## Publicaciones
- Procesos de patrimonialización y economía popular (2008).
- Sistema de Ciudades, una propuesta para Morelia (2007).